# Queen Elizabeth Hall
La Queen Elizabeth Hall (QEH) è una sala da concerti sita sulla riva sud del Tamigi a Londra. Essa ospita concerti di musica classica, jazz, musica contemporanea e spettacoli di danza. La Queen Elizabeth Hall è parte del Southbank Centre, un complesso di edifici comprendente anche la Royal Festival Hall, che fu costruito in occasione del Festival of Britain del 1951, e la Hayward Gallery. Esso è stato costruito nel sito in cui si trovava la Shot Tower, costruita nel 1826.
La QEH dispone di circa 900 posti mentre la Purcell Room, una piccola sala ad essa collegata, ha 370 posti ed è utilizzata per concerti solistici. Questi due auditorium vennero costruiti contemporaneamente ed inaugurati nel marzo 1967. Essi vennero progettati dall'architetto Hubert Bennett, capo architetto del Greater London Council, con la collaborazione di Jack Whittle, F.G West e Geoffrey Horsefall.
La scultura Zerman, in acciaio inossidabile, posta all'esterno sulla terrazza in riva al Tamigi, è opera di William Pye.

## Architettura
La Queen Elizabeth Hall è uno dei primi esempi di costruzioni realizzate con calcestruzzo faccia vista e lasciate grezze con le impronte delle venature del legno lasciate dalle casseforme. Il progetto intendeva realizzare una massa squadrata che doveva staccarsi completamente dalla struttura della vicina Royal Festival Hall.  Essa ha delle decorazioni molto modeste ed è stata progettata per consentire la circolazione a diversi livelli intorno all'edificio. Il punto cruciale è lo spazio interno che dispone di poche aperture ad eccezione della parte del foyer che dà sulla riva del fiume.

### Struttura
Il foyer si trova al primo piano ed è poggiato su delle colonne ottagonali di calcestruzzo. 
L'auditorium si trova in un edificio separato dal foyer ed i posti per il pubblico risultano sporgenti e sostenuti da grandi colonne che incorporano le uscite di emergenza.